# Quinto período legislativo de la Asamblea Nacional de Ecuador
El v período legislativo de la Asamblea Nacional del Ecuador comenzó el 14 de mayo de 2025, tras la celebración de las elecciones generales de 2025, mediante la sesión inaugural. El quinto período legislativo coincide con el segundo gobierno de Daniel Noboa como presidente de la República.

## Asamblea (2025-2029)

### Escenario postelectoral
Las elecciones legislativas de Ecuador de 2025 se celebraron el 9 de febrero de ese año para la elección de los 151 asambleístas que ocuparían los escaños que conforman el cuarto período legislativo de la Asamblea Nacional del Ecuador para el período 2025-2029. Aumentaron 15 curules por proporcionalidad poblacional tras el censo de 2022.

### Sesión de posesión
La sesión de posesión fue dirigida por los 3 asambleístas nacionales de mayor votación del partido correspondiente, en este caso Annabella Azín de ADN, Raúl Chavez de RC-RETO y Alfredo Serrano del PSC.
El asambleísta nacional Niels Olsen fue elegido Presidente.

### Composición original
| Lista | Lista | Partido / Movimiento                                                                                                  | Asam. |
| ----- | ----- | --- | ----- |
| 5 33  |       | Alianza: - Revolución Ciudadana - Movimiento RETO                                                                     | 67    |
| 7     |       | Acción Democrática Nacional                                                                                           | 66    |
| 18    |       | Movimiento de Unidad Plurinacional Pachakutik                                                                         | 9     |
| 6     |       | Partido Social Cristiano                                                                                              | 4     |
| 3     |       | Partido Sociedad Patriótica                                                                                           | 1     |
| 2     |       | Unidad Popular | 1     |
| 25    |       | Movimiento Construye                                                                                                  | 1     |
|       |       | Movimientos Provinciales - Sur Unido Regional (El Oro) - Movimiento Acuerdo Ciudadano (Sucumbíos) - Semilla (Pastaza) | 3     |

### Composición actual
| Lista | Lista          | Partido / Movimiento | Asam. |
| ----- | -------------- | --- | ----- |
| 7     |                | Acción Democrática Nacional | 66    |
| 5     |                | Revolución Ciudadana | 60    |
| 6     |                | Partido Social Cristiano | 3     |
| 18    |                | Movimiento de Unidad Plurinacional Pachakutik                                                                                               | 3     |
| 33    |                | Movimiento RETO | 1     |
| 3     |                | Partido Sociedad Patriótica | 1     |
| 2     |                | Unidad Popular | 1     |
| 25    |                | Movimiento Construye | 1     |
| -     | Independientes | Independientes | 11    |
|       |                | Movimientos Provinciales - Sur Unido Regional (El Oro) - Movimiento Acuerdo Ciudadano (Sucumbíos) - Semilla (Pastaza) - Sí Podemos (Manabí) | 4     |

### Nómina de asambleístas
A continuación se detalla la listas de los asambleístas que pertenecen o han pertenecido al Quinto período legislativo de la Asamblea Nacional.

### Consejo de Administración Legislativa y autoridades de comisiones legislativas
La Asamblea Nacional tiene un Consejo de Administración Legislativa (CAL), que dirige el parlamento, este consejo está conformado por el presidente, 2 Vicepresidentes, y 4 vocales. Los miembros del CAL se eligen de entre los asambleístas cada 2 años, la primera elección será en la instalación de la Asamblea, el 14 de mayo de 2025, la segunda será en 2027.
Generalmente las 4 vocalías del CAL se asignan según la mayoría según cada bancada legislativa, la primera vocalía corresponde al partido más votado, la segunda al partido que le siga en votación y así sucesivamente, sin embargo depende del Pleno de la Asamblea la designación de las mismas, pero necesitando ser los candidatos parte de una bancada. Para la Presidencia y Vicepresidencias se puede elegir a cualquier asambleísta.

#### Bienio 2025-2027

##### Consejo de Administración Legislativa
| Cargo                   | 2025-2027                          | 2025-2027                          | 2025-2027                          | 2025-2027                          | 2025-2027                          | 2025-2027                   | Ref.  |
| Cargo                   | Asambleísta                        | Asambleísta                        | Asambleísta                        | Bancada                            | Partido                            | Período                     | Ref.  |
| ----------------------- | ---------------------------------- | ---------------------------------- | ---------------------------------- | ---------------------------------- | ---------------------------------- | --------------------------- | ----- |
| Presidencia             |                                    |                                    | Niels Olsen Peet                   | Acción Democrática Nacional        | ADN                                | 14 de mayo de 2025-presente | [ 2 ] |
| Primera Vicepresidencia |                                    |                                    | Mishel Mancheno Dávila             | Acción Democrática Nacional        | ADN                                | 14 de mayo de 2025-presente | [ 2 ] |
| Segunda Vicepresidencia |                                    |                                    | Carmen Tiupul Urquizo              | Independientes                     | Independiente                      | 14 de mayo de 2025-presente | [ 2 ] |
| Primera Vocalía         |                                    |                                    | Sade Fritschi Naranjo              | Acción Democrática Nacional        | ADN                                | 14 de mayo de 2025-presente | [ 2 ] |
| Segunda Vocalía         |                                    |                                    | Samuel Célleri Gómez               | Acción Democrática Nacional        | PSC                                | 14 de mayo de 2025-presente | [ 2 ] |
| Tercera Vocalía         |                                    |                                    | Mónica Salazar Hidalgo             | Independientes                     | Independiente                      | 14 de mayo de 2025-presente | [ 2 ] |
| Cuarta Vocalía          |                                    |                                    | Steven Ordóñez Bravo               | Acción Democrática Nacional        | Sur Unido Regional                 | 14 de mayo de 2025-presente | [ 2 ] |
| Secretaría General      | Giovanny Francisco Bravo Rodríguez | Giovanny Francisco Bravo Rodríguez | Giovanny Francisco Bravo Rodríguez | Giovanny Francisco Bravo Rodríguez | Giovanny Francisco Bravo Rodríguez | 14 de mayo de 2025-presente | [ 2 ] |
| Prosecretaría General   | Jorge Enrique López Terán          | Jorge Enrique López Terán          | Jorge Enrique López Terán          | Jorge Enrique López Terán          | Jorge Enrique López Terán          | 14 de mayo de 2025-presente | [ 2 ] |

##### Autoridades de las Comisiones Legislativas
| Comisiones Permanentes                                                                | Presidente | Presidente        | Presidente | Presidente | Vicepresidente | Vicepresidente     | Vicepresidente | Vicepresidente |
| Comisiones Permanentes                                                                | Nombre     | Nombre            | Bancada    | Partido    | Nombre         | Nombre             | Bancada        | Partido        |
| ------------------------------------------------------------------------------------- | ---------- | ----------------- | ---------- | ---------- | -------------- | ------------------ | -------------- | -------------- |
| Justicia y Estructura del Estado                                                      |            | Rosa Torres       | ADN        | ADN        |                | José Nantipia      | Ind.           | Ind.           |
| Derechos de los Trabajadores y la Seguridad Social                                    |            | Eckenner Recalde  | ADN        | ADN        |                | Paola Jaramillo    | ADN            | ADN            |
| Régimen Económico y Tributario de Regulación y Control                                |            | Nathaly Farinango | ADN        | ADN        |                | Adrián Castro      | ADN            | ADN            |
| Fiscalización y Control Político                                                      |            | Ferdinan Álvarez  | ADN        | ADN        |                | Nataly Morillo     | ADN            | ADN            |
| Desarrollo Económico, Productivo y Microempresa                                       |            | Valentina Centeno | ADN        | ADN        |                | Diego Franco       | ADN            | ADN            |
| Soberanía, Integración y Seguridad Integral                                           |            | Inés Alarcón      | ADN        | ADN        |                | Andrés Castillo    | ADN            | ADN            |
| Relaciones Internacionales y Movilidad Humana                                         |            | Lucía Jaramillo   | ADN        | ADN        |                | Edwin Jarrin R.    | ADN            | PSP            |
| Biodiversidad y Recursos Naturales                                                    |            | Camila León       | ADN        | ADN        |                | Fernando Jaramillo | ADN            | ADN            |
| Soberanía Alimentaria y Desarrollo Agropecuario y Pesquero                            |            | Janina Rizzo      | ADN        | ADN        |                | Juan Gonzaga       | Ind.           | AC             |
| Gobiernos Autónomos, Descentralización, Competencias y Organización Territorial       |            | Lucía Pozo        | ADN        | ADN        |                | Cristian Benavides | Ind.           | UP             |
| Educación, Cultura, Ciencia, Tecnología y Saberes Ancestrales                         |            | Cecilia Baltazar  | Ind.       | Ind.       |                | John Polanco       | ADN            | ADN            |
| Derecho a la Salud y Deporte                                                          |            | Juan José Reyes   | ADN        | ADN        |                | Diana Blacio       | ADN            | ADN            |
| Transparencia, Participación Ciudadana y Control Social                               |            | Diana Jácome      | ADN        | ADN        |                | Edmundo Cerda      | Ind.           | Ind.           |
| Garantías Constitucionales, Derechos Humanos, Derechos Colectivos e Interculturalidad |            | Jaime Estrada M.  | BC         | Sí Podemos |                | Verónica Íñiguez   | BC             | RC             |
| Protección Integral a Niñas, Niños y Adolescentes                                     |            | Viviana Veloz     | BC         | RC         |                | Raúl Chavez        | BC             | RETO           |
| Comité de Ética                                                                       |            | Johnny Lavayen    | ADN        | ADN        |                | Besibell Mendoza   | ADN            | ADN            |
| Comisiones ocasionales                                                                |            |                   |            |            |                |                    |                |                |
| Reforma Constitucional (Financiamiento de partidos políticos)                         |            | Esteban Torres    | ADN        | ADN        |                | Yadira Bayas       | ADN            | ADN            |

Fuente:

## Labor Legislativa y de Fiscalización
En el anexo se detallan las leyes aprobadas y la labor fiscalizadora del Quinto Período de la Asamblea Nacional.

## Bancadas legislativas
Las bancadas legislativas, también conocidas como bloques, son las agrupaciones políticas oficiales dentro de la Asamblea, con derecho a formar parte del CAL y a tener autoridades dentro de las diferentes comisiones legislativas, siendo necesario tener como mínimo un 10% de los asambleístas totales para poder ser conformadas.
| Bancada                                        | Bancada           | Partidos / Movimientos                                  | Posición    | #  | Ref.  |
| ---------------------------------------------- | ----------------- | ------------------------------------------------------- | ----------- | -- | ----- |
|                                                | Bancada ADN       | Acción Democrática Nacional (ADN)                       | Oficialista | 71 | [ 4 ] |
|                                                | Bancada ADN       | - Partido Sociedad Patriótica - Movimiento Construye    | Oficialista | 71 | [ 4 ] |
|                                                | Bancada ADN       | Movimientos Provinciales - Sur Unido Regional - Semilla | Oficialista | 71 | [ 4 ] |
|                                                | Bancada Ciudadana | Revolución Ciudadana (RC) Movimiento RETO (RETO)        | Oposición   | 61 | [ 4 ] |
| Movimientos Provinciales - Sí Podemos (Manabí) | Bancada Ciudadana |                                                         | Oposición   | 61 | [ 4 ] |

#### Bloques compuestos posteriormente
Se formaron varios grupos parlamentarios adicionales durante el trascurso del este período legislativo debido a que no cumplieron los requisitos para conformar una bancada o tener discrepancias y rupturas en las mismas.
| Bloques | Bloques    | Partidos / Movimientos | Posición                | # | Ref   |
| ------- | ---------- | ---------------------- | ----------------------- | - | ----- |
|         | Pachakutik | Pachakutik (MUPP)      | No definido o oposición | 3 | [ 2 ] |

Fuente: